# Hubert Clément
Hubert Clément (París, 12 de setembre de 1889 – Esch-sur-Alzette, 29 de setembre de 1953) fou un periodista i polític luxemburguès. Va ser alcalde d'Esch-sur-Alzette entre 1935 i 1945, membre del Consell d'Estat i membre de la Cambra de Diputats. També fou director del diari Tageblatt, amb seu a Esch-sur-Alzette.
El Liceu Hubert Clément, una escola d'Esch-sur-Alzette, duu el nom de Clément en honor seu, ja que va ser possible gràcies a la compra dels terrenys per part de l'ajuntament el 1938, sota el mandat de Clément.